# Trichoderma aureoviride
Trichoderma aureoviride är en svampart som beskrevs av Rifai 1969. Trichoderma aureoviride ingår i släktet Trichoderma och familjen Hypocreaceae.   Inga underarter finns listade i Catalogue of Life.